# Grímur Jónsson Thorkelin
Grímur Jónsson Thorkelin est un archiviste danois d'origine islandaise né le 8 octobre 1752 à Bær, dans le Hrútafjörður, et mort le 4 mars 1829 à Copenhague.

## Biographie
Grímur Jónsson est le fils de Jón Teitsson et d'Elin Einarsdóttir. Il est l'arrière-petit-fils du magistrat Åre Þorkelsson, dont il reprend le nom « Thorkelin ». Durant ses études à l'école latine de Skálholt, il se révèle si brillant qu'il est envoyé à Copenhague en 1770 pour y poursuivre son éducation. Il étudie le droit à l'université de Copenhague, mais il s'intéresse davantage aux anciens textes. Soutenu dans cette direction, il commence à se faire un nom avec ses publications concernant le droit canon islandais. Il intègre l'institut Arnamagnæan en 1777 en tant que secrétaire, puis entre aux archives royales en 1780.
En 1785, Thorkelin entreprend un séjour de deux ans en Grande-Bretagne, à la recherche de traces documentaires de la présence danoise et norvégienne sur cette île au Moyen Âge. Durant son séjour à Londres, il découvre l'unique copie subsistante du poème Beowulf au sein du codex Nowell. Il en fait réaliser une copie en 1787 avant d'en produire une autre lui-même deux ans plus tard. Ces deux copies, « Thorkelin A » et « Thorkelin B », présentent de nombreuses maladresses, mais elles sont néanmoins importantes pour l'étude du poème, car elles gardent la trace de l'état du manuscrit à la fin du XVIIIe siècle, avant que ses marges ne s'effritent davantage.
Après son retour au Danemark, Thorkelin se voit conférer de nombreux honneurs. Il est notamment fait chevalier de l'ordre de Dannebrog en 1811. Durant la bataille de Copenhague, en 1807, il manque de voir son travail sur Beowulf réduit à néant par l'incendie de sa maison. Il parvient à sauver une partie de ses documents, ce qui lui permet de mener à bien la première édition moderne du poème, en 1815. Il poursuit ses travaux philologiques jusqu'à sa mort, en 1829. Il est enterré au cimetière Assistens.